# 622 (szám)
A 622 (római számmal: DCXXII) egy természetes szám, félprím, a 2 és a 311 szorzata.

## A szám a matematikában
A tízes számrendszerbeli 622-es a kettes számrendszerben 1001101110, a nyolcas számrendszerben 1156, a tizenhatos számrendszerben 26E alakban írható fel.
A 622 páros szám, összetett szám, azon belül félprím, kanonikus alakban a 21 · 3111 szorzattal, normálalakban a 6,22 · 102 szorzattal írható fel. Négy osztója van a természetes számok halmazán, ezek növekvő sorrendben: 1, 2, 311 és 622.
A 622 négyzete 386 884, köbe 240 641 848, négyzetgyöke 24,93993, köbgyöke 8,53618, reciproka 0,0016077. A 622 egység sugarú kör kerülete 3908,14126 egység, területe 1 215 431,932 területegység; a 622 egység sugarú gömb térfogata 1 007 998 215,8 térfogategység.